# Larraona
Larraona là một đô thị trong tỉnh và cộng đồng tự trị Navarre, Tây Ban Nha. Đô thị này có diện tích là 7,71 ki-lô-mét vuông, dân số năm 2007 là 123 người với mật độ người/km²